# Praha-Řeporyje
Praha-Řeporyje – stacja kolejowa w Pradze, w Czechach przy ulicy Muzikovej 95/15. Znajdują się tu 3 perony.